# Antero Kivi
Antero Kivi, född 15 april 1904 i Orivesi, död 29 juni 1981 i Helsingfors, var en finländsk friidrottare.
Antero blev olympisk silvermedaljör i diskus vid sommarspelen 1928 i Amsterdam.